# Isla Cockroach
La isla Cockroach (en inglés: Cockroach Island; isla Cucaracha) es una isla deshabitada del archipiélago de las Islas Vírgenes Británicas un territorio británico de ultramar en el Caribe. Se encuentra cerca del llamado "North Sound", de la isla Virgen Gorda, entre un conjunto de islas conocidas como "Los Perros" o "Las Islas del perro" ("The Dogs" o "The Dog Islands").